# Fernando Otarola
Fernando Andrés Otarola Lastra (Buenos Aires, Argentina, 4 de febrero de 1986) es un futbolista argentino-chileno. Juega de portero en Agropecuario de la Primera Nacional, a préstamo desde Defensores de Belgrano.

## Trayectoria

### Defensores de Belgrano
Se confirma su llegada al Dragón para disputar la segunda mitad del Campeonato de Primera Nacional 2022 debiendo disputar el lugar con Mariano Monllor. Es convocado al banco de suplentes por primera vez el 20 de junio en la vigésima fecha del campeonato, quedándose en el banco sin ingresar. Tras un buen campeonato se clasifica al reducido para disputar el ascenso disputando su primer partido contra All Boys a quien termina eliminando por 2 a 0. Fernando no disputa ese partido aunque va al banco de suplentes. En total no disputó partidos aunque fue al banco de suplentes en todos.
En diciembre de 2022, fue cedido al Club de Deportes Unión La Calera de la Primera División de Chile para la temporada 2023.

## Estadísticas
Actualizado al 28 de octubre de 2024
| Club                                 | Div.          | Temporada     | Liga  | Liga  | Copas nacionales | Copas nacionales | Copas internacionales | Copas internacionales | Total | Total |
| Club                                 | Div.          | Temporada     | Part. | Goles | Part.            | Goles            | Part.                 | Goles                 | Part. | Goles |
| ------------------------------------ | ------------- | ------------- | ----- | ----- | ---------------- | ---------------- | --------------------- | --------------------- | ----- | ----- |
| Ferro Argentina                      | 2.ª           | 2005-06       | 5     | -6    | —                | —                | —                     | —                     | 5     | -6    |
| Ferro Argentina                      | 2.ª           | 2006-07       | 4     | -4    | —                | —                | —                     | —                     | 4     | -4    |
| Ferro Argentina                      | 2.ª           | 2007-08       | 6     | -12   | —                | —                | —                     | —                     | 6     | -12   |
| Ferro Argentina                      | Total         | Total         | 15    | -22   | 0                | 0                | 0                     | 0                     | 15    | -22   |
| Almirante Brown Argentina            | 3.ª           | 2008-09       | 2     | 0     | —                | —                | —                     | —                     | 2     | 0     |
| Almirante Brown Argentina            | 3.ª           | 2009-10       | —     | —     | —                | —                | —                     | —                     | 0     | 0     |
| Almirante Brown Argentina            | Total         | Total         | 2     | 0     | 0                | 0                | 0                     | 0                     | 2     | 0     |
| Comunicaciones Argentina             | 3.ª           | 2010-11       | 42    | -40   | —                | —                | —                     | —                     | 42    | -40   |
| Comunicaciones Argentina             | 3.ª           | 2011-12       | 31    | -19   | —                | —                | —                     | —                     | 31    | -19   |
| Comunicaciones Argentina             | 3.ª           | 2012-13       | 37    | -35   | —                | —                | —                     | —                     | 37    | -35   |
| Chacarita Juniors Argentina          | 3.ª           | 2013-14       | 37    | -40   | 0                | 0                | —                     | —                     | 37    | -40   |
| Chacarita Juniors Argentina          | Total         | Total         | 37    | -40   | 0                | 0                | 0                     | 0                     | 37    | -40   |
| Brown de Adrogué Argentina           | 3.ª           | 2014          | 20    | -22   | 0                | 0                | —                     | —                     | 20    | -22   |
| Brown de Adrogué Argentina           | Total         | Total         | 20    | -22   | 0                | 0                | 0                     | 0                     | 20    | -22   |
| Comunicaciones Argentina             | 3.ª           | 2015          | 37    | -36   | 1                | -1               | —                     | —                     | 38    | -37   |
| Villa Dálmine Argentina              | 2.ª           | 2016          | 0     | 0     | 0                | 0                | —                     | —                     | 0     | 0     |
| Villa Dálmine Argentina              | 2.ª           | 2016-17       | 15    | -24   | 0                | 0                | —                     | —                     | 15    | -24   |
| Villa Dálmine Argentina              | Total         | Total         | 15    | -24   | 0                | 0                | 0                     | 0                     | 15    | -24   |
| Deportes Temuco · Chile              | 1.ª           | 2017          | 0     | 0     | 0                | 0                | —                     | —                     | 0     | 0     |
| Deportes Temuco · Chile              | 1.ª           | 2018          | 0     | 0     | 0                | 0                | 0                     | 0                     | 0     | 0     |
| Deportes Temuco · Chile              | 1.ª           | 2019          | 0     | 0     | 0                | 0                | —                     | —                     | 0     | 0     |
| Deportes Temuco · Chile              | Total         | Total         | 0     | 0     | 0                | 0                | 0                     | 0                     | 0     | 0     |
| Comunicaciones Argentina             | 3.ª           | 2019-20       | 25    | -19   | 0                | 0                | —                     | —                     | 25    | -19   |
| Comunicaciones Argentina             | 3.ª           | 2020          | 7     | -9    | 0                | 0                | —                     | —                     | 7     | -9    |
| Comunicaciones Argentina             | Total         | Total         | 179   | -158  | 1                | -1               | 0                     | 0                     | 180   | -159  |
| Gimnasia y Esgrima (Jujuy) Argentina | 2.ª           | 2021          | 34    | -29   | 0                | 0                | —                     | —                     | 34    | -29   |
| Gimnasia y Esgrima (Jujuy) Argentina | Total         | Total         | 34    | -29   | 0                | 0                | 0                     | 0                     | 34    | -29   |
| Mitre (SdE) Argentina                | 2.ª           | 2022          | 14    | -14   | 0                | 0                | —                     | —                     | 14    | -14   |
| Mitre (SdE) Argentina                | Total         | Total         | 14    | -14   | 0                | 0                | 0                     | 0                     | 14    | -14   |
| Defensores de Belgrano Argentina     | 2.ª           | 2022          | 0     | 0     | 0                | 0                | —                     | —                     | 0     | 0     |
| Defensores de Belgrano Argentina     | Total         | Total         | 0     | 0     | 0                | 0                | 0                     | 0                     | 0     | 0     |
| Unión La Calera · Chile              | 1.ª           | 2023          | 4     | -8    | 2                | -7               | —                     | —                     | 6     | -15   |
| Unión La Calera · Chile              | Total         | Total         | 4     | -8    | 2                | -7               | 0                     | 0                     | 6     | -15   |
| Agropecuario Argentina               | 2.ª           | 2024          | 14    | -15   | 0                | 0                | —                     | —                     | 14    | -15   |
| Agropecuario Argentina               | Total         | Total         | 14    | -15   | 0                | 0                | 0                     | 0                     | 14    | -15   |
| Total carrera                        | Total carrera | Total carrera | 334   | -332  | 3                | -8               | 0                     | 0                     | 337   | -340  |
| 1. 2.                                |               |               |       |       |                  |                  |                       |                       |       |       |

## Palmarés

### Títulos nacionales
| Título             | Club                 | País      | Año     |
| ------------------ | -------------------- | --------- | ------- |
| Primera B Nacional | Club Almirante Brown | Argentina | 2009-10 |